# Kloster Chotěšov

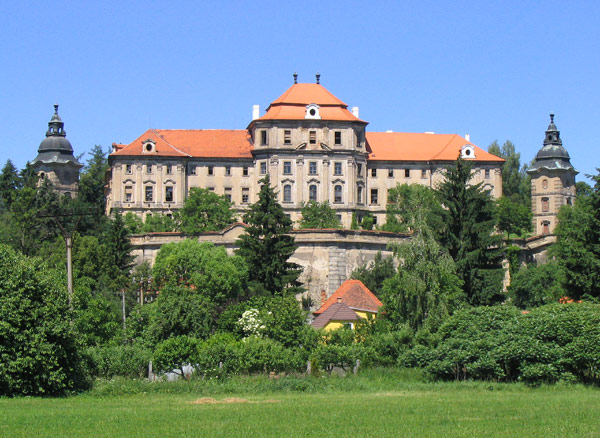
Kloster Chotěšov

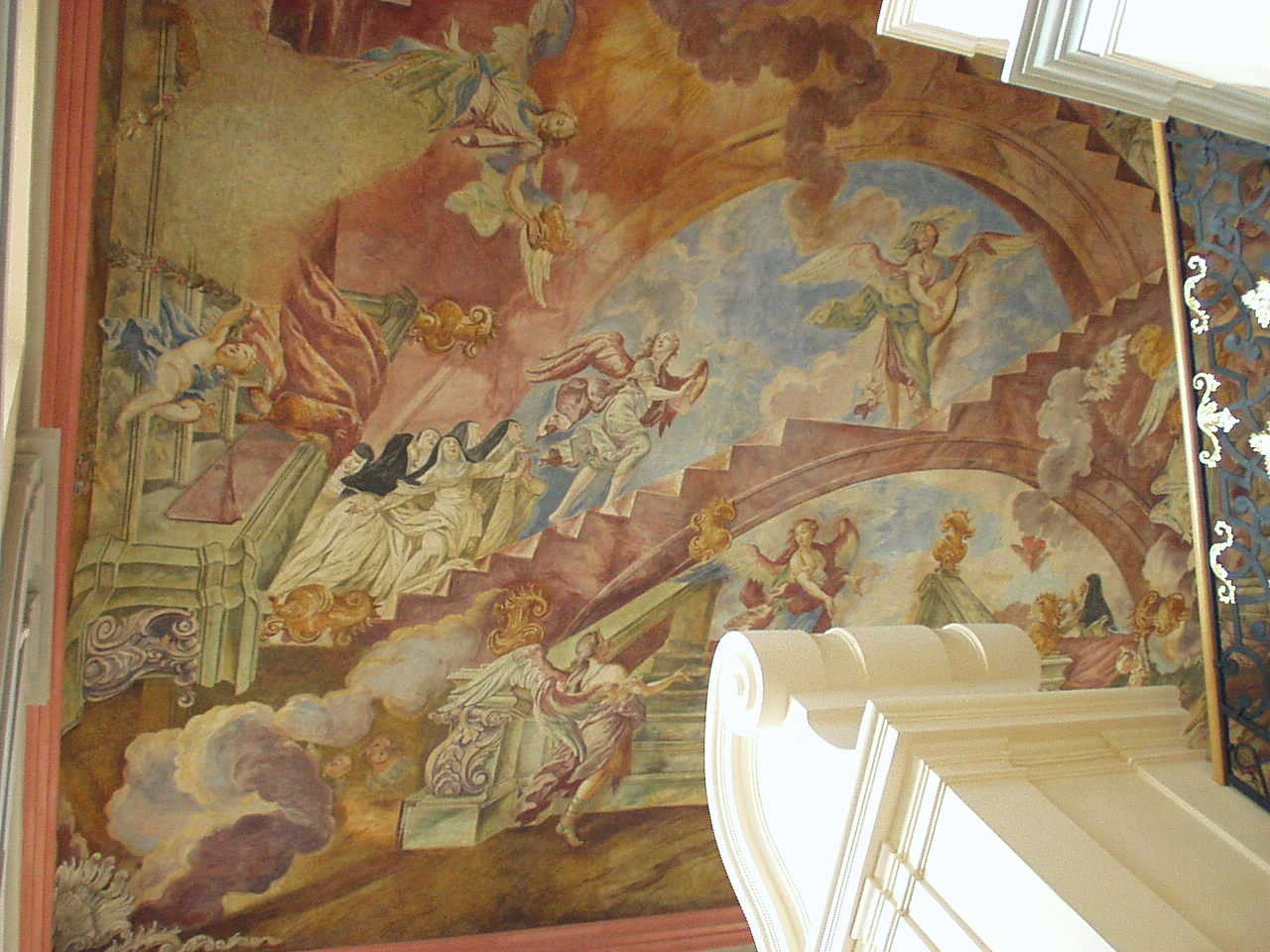
Fresco über der Haupttreppe: Nonnen auf dem Weg zu Gott

Kloster Chotěšov (deutsch Chotieschau) ist ein ehemaliges Prämonstratenserinnenkloster in Chotěšov, etwa 18 km südwestlich von Pilsen im Bezirk Pilsen-Süd in Tschechien.
Das römisch-katholische Kloster wurde der Überlieferung nach in den Jahren 1202 bis 1210 durch den seligen Hroznata von Ovenec gegründet und erwirtschaftete als Mittelpunkt einer Grundherrschaft innerhalb kurzer Zeit Reichtum und Einfluss. Dies erweckte den Neid der Inhaber der Nachbarherrschaften. Während der Kriege der Reformbewegung der Hussiten wurde das Kloster im Jahre 1421 von einer hussitischen Heeresgruppe unter Jan Žižka geplündert und niedergebrannt. Es überstand den Dreißigjährigen Krieg  mit weiteren Einquartierungen, Verwüstungen und Drangsalierungen durch Truppenverbände.
In der Zeit des Barock und der Rekatholisierung in Böhmen wurde das Kloster Chotieschau erneut als Herrensitz einer Grundherrschaft nach den Entwürfen von Jakob Auguston bis 1756 umfangreich umgebaut, wurde aber im Jahre 1782 im Zuge der Josephinischen Reformen zu Gunsten eines Religionsfonds aufgelöst. Den dazugehörigen Grundbesitz und dessen Einkünfte verwalteten Administratoren. 1822 erwarb Karl Alexander von Thurn und Taxis die Herrschaft Chotieschau. Ende des 19. Jahrhunderts besiedelten Ordensschwestern der Salesianerinnen das Kloster und errichteten eine Mädchenschule mit Internat. Die Schwestern mussten 1945 nach Ende des Zweiten Weltkrieges  das Kloster verlassen, das in staatlichen Besitz überging. Im Jahr 1993 bemühte sich die Gemeinde um die Rettung der vom Verfall bedrohten Klostergebäude.
Im Sommer 2007 inszenierte dort als grenzüberschreitendes Projekt das Junge Landestheater Bayern die deutsch-tschechische Coproduktion der Tragödie Romeo und Julia von William Shakespeare als Beitrag zu einem internationalen Theaterfestival in Pilsen.